# Marie-Émilie de Joly de Choin
Marie Émilie Thérèse de Joly, "Mademoiselle de Choin" (2 de agosto de 1670-1732), fue una cortesana francesa. Sirvió como dama de compañía de María Ana de Borbón, además de ser amante y posteriormente esposa secreta de Luis de Francia, hijo de Luis XIV de Francia.

## Primeros años y vida en la corte
Nacida en Bourg-en-Bresse, era hija de Pierre de Joly de Choin, gran alguacil de Bourg-en-Bresse, y de Mademoiselle d'Urre d'Aiguebonne. Se convirtió en dama de compañía de la hija ilegítima favorita del rey, María Ana de Borbón, princesa de Conti. Marie-Émilie, considerada una mujer carente de atractivo, era muy espiritual.
El príncipe Luis se enamoró de ella tras la muerte de su consorte en 1690. Marie-Émilie inició una relación amorosa con él, siendo amante al mismo tiempo del conde François-Alphonse de Clermont-Chaste, miembro del séquito del mariscal de Luxemburgo, quien aconsejó a Clermont-Chaste contraer matrimonio con Marie-Émilie con el fin de obtener poder sobre la corona a través de ella. De hecho, llegó a rumorearse que ambos pretendían acceder al trono procreando un hijo, al cual presentarían como vástago de Luis. Cuando el plan fue descubierto tras presentar la correspondencia entre Marie-Émilie y Clerment al rey, ambos fueron exiliados de la corte.

## Matrimonio
Marie-Émilie contrajo matrimonio en secreto con Luis en 1694. No existen detalles acerca de la ceremonia, si bien el 19 de julio del mismo año, Luis se refirió a Marie-Émilie como su cónyuge legal en una carta dirigida a la esposa de su padre, Madame de Maintenon. Pese a ello, Marie-Émilie no obtuvo el título de delfina, si bien continuó siendo Mademoiselle de Choin. El matrimonio no llegó a ser oficialmente mencionado ni reconocido, no participando Marie-Émilie en la vida de la corte.
Residió en el palacio de Meudon, donde se comportó de igual manera que la esposa morganática del rey, Madame de Maintenon, con quien mantenía una buena relación, actuando como reina y recibiendo a duques y diplomáticos extranjeros. Gozaba, además, de permiso para tomar asiento en una silla en presencia de miembros de la casa real y para llamarlos por su nombre en vez de por su título, si bien solía llevar vestidos sencillos, no trató de obtener favores debido a su matrimonio ni participó tampoco en la vida política.
Embarazada al momento de su matrimonio secreto, Marie-Émilie dio a luz a un niño el cual fue enviado al campo, muriendo en 1697, a la edad de dos años, sin haberle sido puesto un nombre. El matrimonio no volvió a tener más hijos.

## Últimos años
Tras la muerte de Luis en 1711, Marie-Émilie se retiró de la vida pública. Luis le dejó en herencia una fortuna, la cual Marie-Émilie rechazó alegando que en vida de Luis sólo lo necesitó a él, y que tras su muerte sólo le era necesario un pequeño ingreso. Finalmente recibió una pensión otorgada por el monarca, dedicando el resto de su vida a obras de caridad y no volviendo a hacer acto de presencia en la vida social. Murió en París en 1732.